# Green Bay Packers 2004
La stagione 2004 dei Green Bay Packers è stata la 84ª della franchigia nella National Football League. La squadra iniziò la stagione perdendo quattro delle prime cinque gare, prima di vincerne sei consecutivamente. L’annata si chiuse con un record di 10–6 e la qualificazione per i playoff per il quarto anno consecutivo. Con il terzo record della NFC, i Packers ospitarono i rivali di division dei Minnesota Vikings nel turno delle wild card ma persero per 31–17; fu la seconda volta che Green Bay perse una gara di playoff al Lambeau Field.

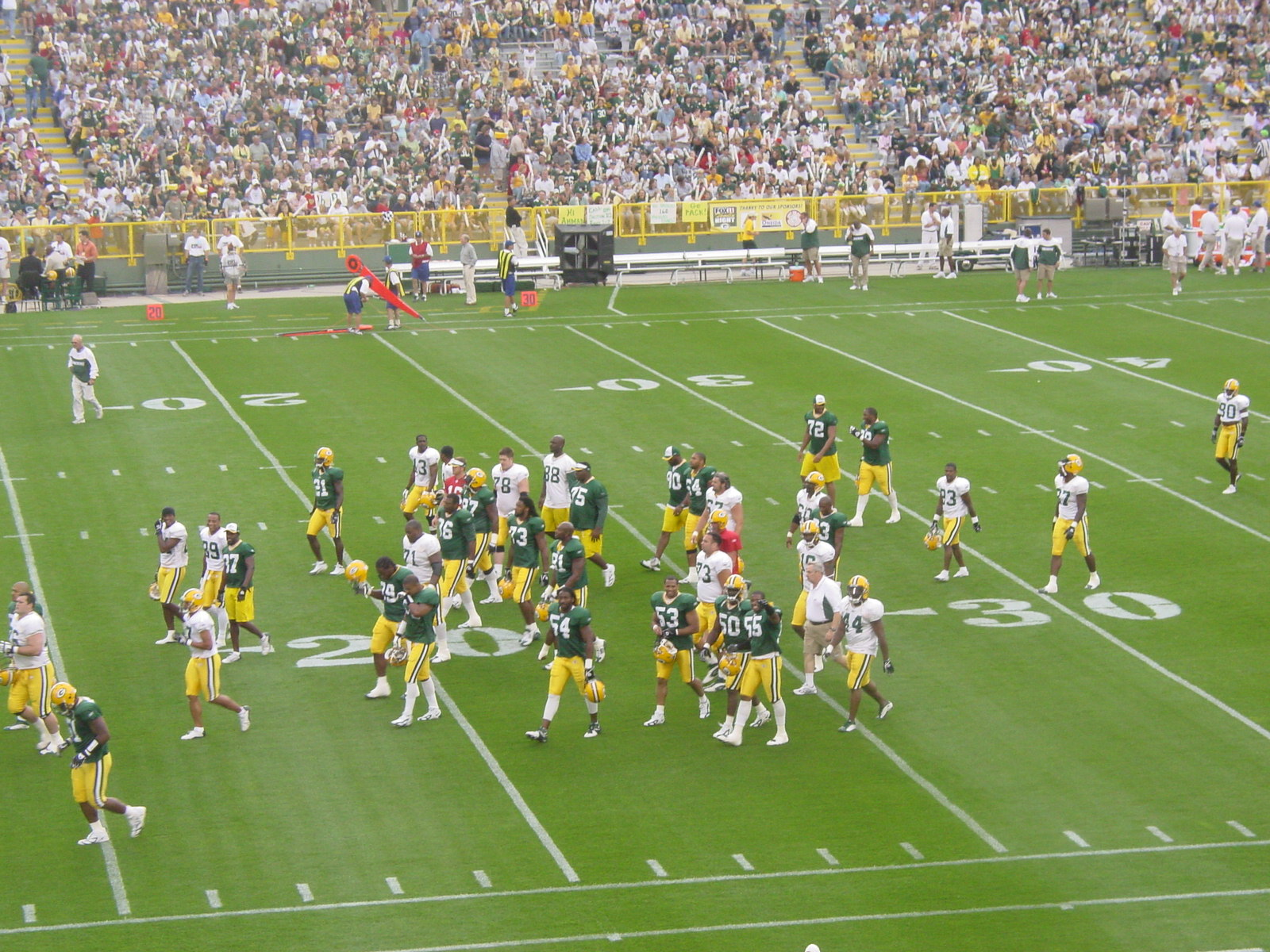
La squadra nella pre-stagione 2004

## Roster
| Roster dei Green Bay Packers nel 2004 |
| --- |
| Quarterback - Brett Favre - Craig Nall - J.T. O'Sullivan Running Back - Najeh Davenport - Tony Fisher - Ahman Green - William Henderson FB - Vonta Leach FB Wide Receiver - Antonio Chatman - Donald Driver - Robert Ferguson - Kelvin Kight - Javon Walker Tight End - Bubba Franks - Sean McHugh - Ben Steele Offensive Linemen - Brad Bedell T - Chad Clifton T - Grey Ruegamer C - Marco Rivera G - Mark Tauscher G - Mike Wahle G - Scott Wells C Defensive Linemen - Colin Cole DT - Kabeer Gbaja-Biamila DE - Cletidus Hunt DT - Aaron Kampman DE - Grady Jackson DT - Cullen Jenkins DT - Kenny Peterson DT - R-Kal Truluck DE Linebacker - Nick Barnett ILB - Na'il Diggs OLB - Paris Lenon ILB - Hannibal Navies - Nick Rogers OLB Defensive Back - Ahmad Carroll CB - Al Harris CB - Michael Hawthorne CB - Bhawoh Jue CB - Mark Roman FS - Darren Sharper FS - Joey Thomas CB Special Team - Bryan Barker P - B.J. Sander P - Rob Davis LS - Ryan Longwell K Lista delle riserve - Mike Flanagan C (IR) - David Martin TE (IR) - Doug Pederson QB (IR) Squadra di allenamento - Julius Curry S - Chad Lucas WR - Nick McNeil LB - Chris Robertson RB |
| Legenda - I rookie sono in corsivo. - Il primo ruolo è il principale mentre gli eventuali successivi indicano i ruoli secondari. - (IR) sta per Injured Reserve ed indica la lista ristretta per un solo giocatore infortunato che può tornare ad allenarsi dopo la settimana 6 e a rientrare in prima squadra dopo che questa ha giocato 8 partite. - (NF-Inj.) / (NF-Ill.) stanno rispettivamente per Non-Football Injured e Non-Football Illness ed indicano le liste dove viene inserito un giocatore che ha un infortunio o una malattia non dipendente dal football americano. - (PUP) sta per Physically Unable to Perform ed indica la lista dove viene inserito un giocatore mentre è in attesa di recuperare la condizione fisica. Nella stagione regolare dopo la sesta partita giocata dalla propria squadra, il giocatore ha tempo tre settimane per riprendere ad allenarsi, più tre settimane aggiuntive dal suo rientro agli allenamenti per rientrare in prima squadra. |

## Calendario
| Stagione regolare e playoff |                    |                        |                    |                              |                    |
| Turno                       | Data               | Avversario             | Risultato          | Stadio                       | Pubblico           |
| 1                           | 13 settembre       | at Carolina Panthers   | V 24–14            | Bank of America Stadium      | 73,656             |
| 2                           | 19 settembre       | Chicago Bears          | S 10–21            | Lambeau Field                | 70,688             |
| 3                           | 26 settembre       | at Indianapolis Colts  | S 31–45            | RCA Dome                     | 57,280             |
| 4                           | 3 ottobre          | New York Giants        | S 7–14             | Lambeau Field                | 70,623             |
| 5                           | 11 ottobre         | Tennessee Titans       | S 27–48            | Lambeau Field                | 70,420             |
| 6                           | 17 ottobre         | at Detroit Lions       | V 38–10            | Ford Field                   | 62,938             |
| 7                           | 24 ottobre         | Dallas Cowboys         | V 41–20            | Lambeau Field                | 70,679             |
| 8                           | 31 ottobre         | at Washington Redskins | V 28–14            | FedExField                   | 89,295             |
| 9                           | Settimana di pausa | Settimana di pausa     | Settimana di pausa | Settimana di pausa           | Settimana di pausa |
| 10                          | 14 novembre        | Minnesota Vikings      | V 34–31            | Lambeau Field                | 70,671             |
| 11                          | 21 novembre        | at Houston Texans      | V 16–13            | Reliant Stadium              | 70,769             |
| 12                          | 29 novembre        | St. Louis Rams         | V 45–17            | Lambeau Field                | 70,385             |
| 13                          | 5 dicembre         | at Philadelphia Eagles | S 17–47            | Lincoln Financial Field      | 67,723             |
| 14                          | 12 dicembre        | Detroit Lions          | V 16–13            | Lambeau Field                | 70,497             |
| 15                          | 19 dicembre        | Jacksonville Jaguars   | S 25–28            | Lambeau Field                | 70,437             |
| 16                          | 24 dicembre        | at Minnesota Vikings   | V 34–31            | Hubert H. Humphrey Metrodome | 64,311             |
| 17                          | 2 gennaio          | at Chicago Bears       | V 31–14            | Soldier Field                | 62,197             |
| WC                          | 9 gennaio          | Minnesota Vikings      | S 17–31            | Lambeau Field                | 71,075             |

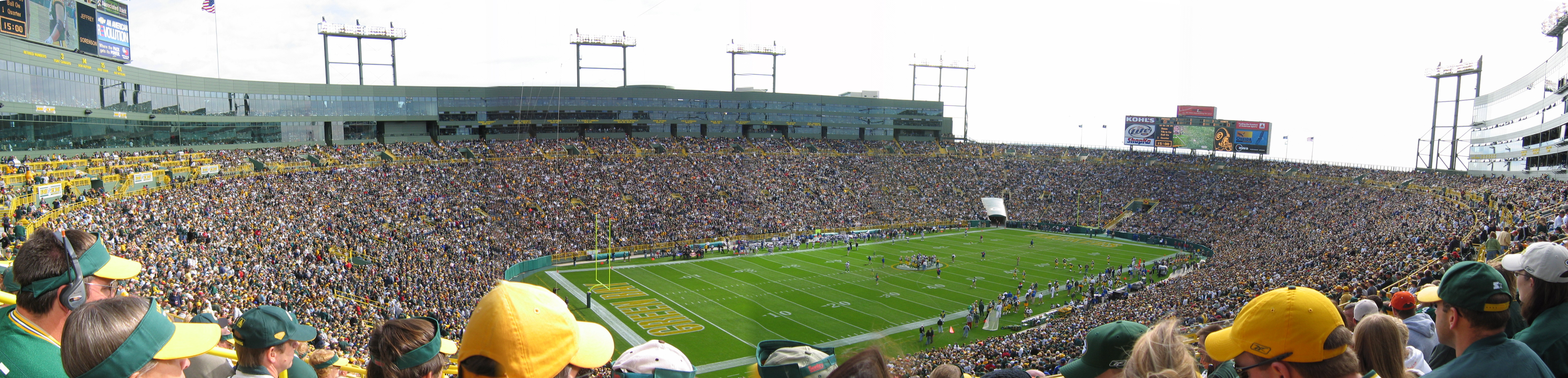
Il Lambeau Field durante la partita della settimana 4 tra Packers e New York Giants, 3 ottobre

Note: gli avversari della propria division sono in grassetto.

## Classifiche
| NFL North             |    |    |   |      |     |      |     |     |     |
|                       | V  | S  | P | %    | DIV | CONF | PF  | PS  | STR |
| (3) Green Bay Packers | 10 | 6  | 0 | .625 | 5–1 | 9–3  | 424 | 380 | V2  |
| (6) Minnesota Vikings | 8  | 8  | 0 | .500 | 3–3 | 5–7  | 405 | 395 | S2  |
| Detroit Lions         | 6  | 10 | 0 | .375 | 2–4 | 5–7  | 296 | 350 | S1  |
| Chicago Bears         | 5  | 11 | 0 | .313 | 2–4 | 4–8  | 231 | 331 | S4  |